# 茶箱
茶箱（ちゃばこ）は、茶道具の一種で、点前道具一式を収納して持ち運びするための箱である。籠形式の場合は茶籠（ちゃかご）と呼ぶ。また茶の輸送・保管用の箱も茶箱と呼ぶ。

## 茶道具

### 概要
茶箱は大別すると長角形と箪笥形に分けられる。掛子や引出しを伴うものも見られ、素材は、木地、塗り物、蒟醤（きんま）など様々である。茶道具以外の用途で作られた容器を茶箱に転用することも多く、長角形に限らず、古来様々な意匠のものが転用されており、好み物も多く存在する。
茶籠は籐、竹などを編んだものであるが、中に入れる道具を保護するために内張りか漆塗を施して用いる。

### 歴史
茶箱は、千利休が活動していた頃から使われ始めたとされる。江戸時代前期の茶人、久保長闇堂が記した回顧録『長闇堂記』には「茶弁当はと云ふは、是も利休初めての作なり。」とある。これは、桐材の箱に木目が見える様に黒漆を薄く塗ったものだったという。また、表千家には、利休所持の蒟醤（きんま）の茶箱が伝わっている。
江戸時代後半、裏千家11代家元の玄々斎が、利休形の茶箱を元に茶箱点前を創案し、玄々斎好みの茶箱を作成している。

### 収納する道具
茶箱特有の道具に以下がある。
茶巾筒
他の道具の水濡れを避けるために茶巾を収納する。箱形のものもある。網袋に入れる場合がある。
茶筅筒
茶筅を安定させるため、また他の道具の水濡れを避けるために筒に収納する。網袋に入れる場合がある。
振り出し
菓子器として使用する。金平糖などの小さな干菓子を入れる。網袋に入れる場合がある。
通常の点前でも使用する道具に以下がある。茶箱に収まる小ぶりなものを使用する。
茶碗
一椀、あるいは二椀を重ねて収納する。仕覆に包む場合もある。
茶器
中棗や平棗、茶入を使用する。茶碗の中に収めるので、サイズがの合うものを転用してもよい。仕覆に包む場合もある。
茶杓
短めのものを使用する。素材は竹、木、象牙、鼈甲、塗のものがある。仕覆に包む場合もある。
茶筅
茶箱用に作られた小ぶりなものを使用する。茶筅筒に収める。
香合
香木を入れる。点前で使用しない場合には省略される。
建水
点前の際は茶箱には納めないが、茶箱一式として組み込まれているものがある。

## 輸送用の箱
輸送用としての茶箱は、かつて茶を問屋から小売店などへ輸送される際、また茶の保管に使われた。
主構造はスギ板。継ぎ目は和紙で目張りされている。内面は亜鉛メッキ鋼板張となっており気密性が高い。このため使用済みの箱は、収納用品として再販されていた。特に、衣類の保管では茶箱特有の匂いにより防虫剤の効果があるとして重宝された。大きさは様々であるが、上限は40kgであることが多い。2010年代においては、茶は真空パックにして輸送、保管されるため、必ずしも茶箱を利用する必要はなく、インテリアなどを兼ねた利用が中心となっている。